# Soka (Karangdowo)
Soka is een bestuurslaag in het regentschap Klaten van de provincie Midden-Java, Indonesië. Soka telt 873 inwoners (volkstelling 2010).